# Фриц Юлиус Кун
Фриц Юлиус Кун (на немски: Fritz Julius Kuhn), произнасяно на английски като Фриц Джулиъс Куун е американски крайнодесен политик. Известен е като ръководител на националсоциалистическият Германо-американски бунд, политическа групировка с прохитлеристка насоченост в САЩ през 1930-те години.

## Биография
Кун е роден през 1896 година в Мюнхен, тогава Германска империя. През Първата световна война се бие на фронта като лейтенант в сухопътните войски и получава Железен кръст. След войната учи в мюнхенския университет и получава магистърска степен по химично инженерство. През 1920-те години заминава за Мексико, а през 1928 г. се мести в САЩ. През 1934 получава гражданство. На 19 март 1936 г. след участие в прогермански кръгове Кун оглавява Германо-американския бунд, организация с антисемитска и националистическа насоченост. Заедно със Сребърния легион на Америка, това е основната пронацистка организация в САЩ. На 20 февруари 1939 г., бундът провежда 20-хиляден митинг на Медисън Скуеър Гардън.
С избухването на Втората световна война Кун и бундът са обявени за антиамерикански. Гражданството му е отнето през 1943 година, а през април 1945 г. е депортиран в Германия. Умира през 1951 година в Мюнхен.